# Luke and the Mermaids
Luke and the Mermaids  è un cortometraggio muto del 1916 prodotto e diretto da Hal Roach. La comica - conosciuta anche con il titolo Luke Asleep in the Deep - ha come interprete principale Harold Lloyd.

## Trama
Lonesome Luke si addormenta nel mare profondo.

## Produzione
Il film fu prodotto da Hal Roach per la Rolin Films. Venne girato dal 27 aprile al 3 maggio 1916.

## Distribuzione
Distribuito dalla Pathé Exchange, il cortometraggio uscì nelle sale cinematografiche USA il 18 settembre 1916.